# Kyōtango, Kyōto
Kyōtango (京丹後市 Kyōtango-shi) là một thành phố thuộc phủ Kyōto, Nhật Bản.